# Discografia de Luke Bryan
A discografia de Luke Bryan, um cantor e compositor norte-americano, consiste de quatro álbuns de estúdio, um álbum de compilação, cinco extended plays (EP) e treze singles (incluindo um como artista convidado). A sua primeira aparências nas tabelas musicais foi em 2007 com "All My Friends Say", depois de assinar contrato com a Capitol Records Nashville. Seu primeiro álbum de estúdio, I'll Stay Me, foi lançado em 14 de agosto de 2007 e teve um desempenho mediado nas tabelas musicais dos Estados Unidos, sendo mais tarde certificado como disco de ouro pela Recording Industry Association of America (RIAA). O seu segundo álbum, Doin' My Thing, superou o desempenho do anterior ao situar-se entre as dez primeiras posições da Billboard 200 e Billboard Country Albums e ao ser autenticado como platina pela Recording Industry Association of America (RIAA). Seus segundo e terceiro singles "Rain Is a Good Thing" e "Someone Else Calling You Baby" atingiram a primeira colocação na Hot Country Songs, ao passo que o primeiro, "Do I", chegou ao número dois.
Seu terceiro disco de originais, o multi-platinado Tailgates & Tanlines, marcou o primeiro trabalho a alcançar a primeira colocação da Billboard Country Albums, enquanto que na parada principal, Billboard 200, atingiu a segunda posição. "Country Girl (Shake It for Me)", "I Don't Want This Night to End", "Drunk on You" e "Kiss Tomorrow Goodbye" foram as canções selecionadas como singles — sendo precedidos pelo álbum de compilação Spring Break…Here to Party, lançado em março de 2013, que atingiu as primeiras posições da Billboard 200 e Canadian Albums Chart.

## Álbuns

### Álbuns de estúdio
| Detalhes do álbum | Melhores posições atingidas | Melhores posições atingidas | Melhores posições atingidas | Melhores posições atingidas | Vendas        | Certificação               |
| Detalhes do álbum | EUA                         | EUA Country                 | CAN                         | UK                          | Vendas        | Certificação               |
| --- | --------------------------- | --------------------------- | --------------------------- | --------------------------- | ------------- | -------------------------- |
| I'll Stay Me - Lançamento: 14 de agosto de 2007 - Gravadora: Capitol Records Nashville - Formatos: CD, download digital        | 24                          | 2                           | —                           | —                           |               | - : Ouro                   |
| Doin' My Thing - Lançamento: 2 de outubro de 2009 - Gravadora: Capitol Records Nashville - Formatos: CD, Download digital      | 6                           | 2                           | —                           | —                           | - : 869 mil   | - : Platina                |
| Tailgates & Tanlines - Lançamento: 5 de agosto de 2011 - Gravadora: Capitol Records Nashville - Formatos: CD, Download digital | 2                           | 1                           | 6                           | —                           | - : 2 285 000 | - : 2× Platina - : Platina |
| Crash My Party - Lançamento: 13 de agosto de 2013 - Gravadora: Capitol Records Nashville - Formatos: CD, Download digital      | 1                           | 1                           | 1                           | —                           | - : 2 400 000 | - : 2× Platina - : Platina |
| "—" denota itens que não entraram nas tabelas ou não foram lançados no território.                                             |                             |                             |                             |                             |               |                            |

### Álbuns de compilação
| Detalhes do álbum | Melhores posições atingidas | Melhores posições atingidas | Melhores posições atingidas | Vendas      | Certificação |
| Detalhes do álbum | EUA                         | EUA Country                 | CAN                         | Vendas      | Certificação |
| --- | --------------------------- | --------------------------- | --------------------------- | ----------- | ------------ |
| Spring Break…Here to Party - Lançamento: 5 de março de 2013 - Gravadora: Capitol Records Nashville - Formatos: CD, Download digital                                                 | 1                           | 1                           | 1                           | - : 495 mil | - : Ouro     |
| 4 Album Collection - Lançamento: 19 de novembro de 2013 - Gravadora: Capitol Records Nashville - Formatos: CD, Download digital                                                     | —                           | 33                          | —                           |             |              |
| Spring Break...The Set List: The Complete Spring Break Collection ZinePak - Lançamento: 10 de março de 2015 - Gravadora: Capitol Records Nashville - Formatos: CD, Download digital | —                           | 5                           | —                           | - : 6,200   |              |

### Extended plays(EP)
| Detalhes do álbum | Melhores posições atingidas | Melhores posições atingidas | Melhores posições atingidas | Vendas               |
| Detalhes do álbum | EUA                         | EUA Country                 | CAN                         | Vendas               |
| --- | --------------------------- | --------------------------- | --------------------------- | -------------------- |
| Luke Bryan EP - Lançamento: 31 de outubro de 2006 - Gravadora: Capitol Records Nashville - Formatos: CD, Download digital                      | —                           | —                           | —                           |                      |
| Spring Break with All My Friends - Lançamento: 10 de março de 2009 - Gravadora: Capitol Records Nashville - Formatos: CD, Download digital     | —                           | —                           | —                           | - : 144 mil          |
| Spring Break 2... Hangover Edition - Lançamento: 2 de março de 2010 - Gravadora: Capitol Records Nashville - Formatos: CD, Download digital    | —                           | —                           | —                           | - : 144 mil          |
| Spring Break 3... It's a Shore Thing - Lançamento: 1 de março de 2011 - Gravadora: Capitol Records Nashville - Formatos: CD, Download digital  | 23                          | 6                           | —                           | - : 144 mil          |
| Spring Break 4... Suntan City - Lançamento: 6 de março de 2012 - Gravadora: Capitol Records Nashville - Formatos: CD, Download digital         | 9                           | 2                           | —                           | - : 144 mil          |
| Spring Break 6... Like We Ain't Ever - Lançamento: 11 de março de 2014 - Gravadora: Capitol Records Nashville - Formatos: CD, Download digital | 2                           | 1                           | 2                           | - : 134 mil          |
| Spring Break...Checkin' Out - Lançamento: 12 de março de 2015 - Gravadora: Capitol Records Nashville - Formatos: CD, Download digital          | 3                           | 1                           | 2                           | - : 88 mil - : 9,300 |

## Singles
| Ano  | Singles                          | Melhores posições atingidas | Melhores posições atingidas | Melhores posições atingidas | Melhores posições atingidas | Certificações                 | Álbum                |
| Ano  | Singles                          | EUA                         | EUA Country                 | EUA Country Airplay         | CAN                         | Certificações                 | Álbum                |
| ---- | -------------------------------- | --------------------------- | --------------------------- | --------------------------- | --------------------------- | ----------------------------- | -------------------- |
| 2007 | "All My Friends Say"             | 59                          | 5                           | —                           | —                           | - : Ouro                      | I'll Stay Me         |
| 2007 | "We Rode in Trucks"              | —                           | 33                          | —                           | —                           |                               | I'll Stay Me         |
| 2008 | "Country Man"                    | 74                          | 10                          | —                           | —                           |                               | I'll Stay Me         |
| 2009 | "Do I"                           | 34                          | 2                           | —                           | 66                          | - : Platina                   | Doin' My Thing       |
| 2010 | "Rain Is a Good Thing"           | 37                          | 1                           | —                           | 57                          | - : Platina - : Ouro          | Doin' My Thing       |
| 2010 | "Someone Else Calling You Baby"  | 56                          | 1                           | —                           | 84                          | - : Ouro                      | Doin' My Thing       |
| 2011 | "Country Girl (Shake It for Me)" | 22                          | 4                           | —                           | 50                          | - : 2× Platina - : 2× Platina | Tailgates & Tanlines |
| 2011 | "I Don't Want This Night to End" | 22                          | 1                           | —                           | 48                          | - : 2× Platina - : Platina    | Tailgates & Tanlines |
| 2012 | "Drunk on You"                   | 16                          | 1                           | —                           | 28                          | - : 2× Platina - : 2× Platina | Tailgates & Tanlines |
| 2012 | "Kiss Tomorrow Goodbye"          | 29                          | 3                           | 1                           | 46                          | - : Ouro - : Ouro             | Tailgates & Tanlines |
| 2013 | "Crash My Party"                 | 18                          | 2                           | 1                           | 18                          | - : Platina - : Ouro          | Crash My Party       |
| 2013 | "That's My Kind of Night"        | 16                          | 1                           | 2                           | 19                          | - : Ouro                      | Crash My Party       |
| 2013 | "Drink a Beer"                   | 79                          | 20                          | 20                          | 97                          |                               | Crash My Party       |

### Participações
| Ano  | Singles                                                           | Melhores posições atingidas | Melhores posições atingidas | Melhores posições atingidas | Melhores posições atingidas | Certificações | Álbum       |
| Ano  | Singles                                                           | EUA                         | EUA Country                 | EUA Country Airplay         | CAN                         | Certificações | Álbum       |
| ---- | ----------------------------------------------------------------- | --------------------------- | --------------------------- | --------------------------- | --------------------------- | ------------- | ----------- |
| 2012 | "The Only Way I Know" (Jason Aldean com Eric Church e Luke Bryan) | 40                          | 5                           | 1                           | 53                          | - : Ouro      | Night Train |

### Outras canções
| Ano  | Singles                      | Melhores posições atingidas | Melhores posições atingidas | Melhores posições atingidas | Melhores posições atingidas | Álbum                            |
| Ano  | Singles                      | EUA                         | EUA Country                 | EUA Country Airplay         | CAN                         | Álbum                            |
| ---- | ---------------------------- | --------------------------- | --------------------------- | --------------------------- | --------------------------- | -------------------------------- |
| 2007 | "Run Run Rudolph"            | —                           | 42                          | —                           | —                           | I'll Stay Me                     |
| 2010 | "We Rode in Trucks"          | 117                         | —                           | —                           | —                           | Spring Break 2… Hangover Edition |
| 2013 | "Buzzkill"                   | 74                          | 20                          | 59                          | 63                          | Spring Break… Here to Party      |
| 2013 | "Just a Sip"                 | 118                         | 37                          | —                           | —                           | Spring Break… Here to Party      |
| 2013 | "In Love with the Girl"      | —                           | 40                          | —                           | —                           | Spring Break… Here to Party      |
| 2013 | "Suntan City"                | —                           | 43                          | —                           | —                           | Spring Break… Here to Party      |
| 2013 | "If You Ain't Here to Party" | —                           | 44                          | —                           | —                           | Spring Break… Here to Party      |
| 2013 | "Take My Drunk Ass Home"     | —                           | 49                          | —                           | —                           | Spring Break… Here to Party      |
| 2013 | "Dirt Road Diary"            | 117                         | 32                          | —                           | —                           | Crash My Party                   |
| 2013 | "Play It Again"              | —                           | 40                          | —                           | —                           | Crash My Party                   |
| 2013 | "I See You"                  | —                           | 43                          | —                           | —                           | Crash My Party                   |
| 2013 | "Beer in the Headlights"     | —                           | 45                          | —                           | —                           | Crash My Party                   |
| 2013 | "Roller Coaster"             | —                           | 48                          | —                           | —                           | Crash My Party                   |